# Kanton Oyonnax-Nord
Kanton Oyonnax-Nord (fr. Canton d'Oyonnax-Nord) byl francouzský kanton v departementu Ain v regionu Rhône-Alpes. Skládal se z pěti obcí. Zrušen byl po reformě kantonů 2014.

## Obce kantonu
- Arbent
- Belleydoux
- Dortan
- Échallon
- Oyonnax (severní část)